# Susan Cabot
Susan Cabot, geboren als Harriet Shapiro (Boston, 9 juli 1927 - Los Angeles, 10 december 1986) was een Amerikaans actrice.

## Biografie
Cabot kreeg een opvoeding in de pleegzorg. Nadat ze was afgestudeerd in New York kreeg ze werk als illustrator. Om rond te komen deed ze ook werk als zangeres en speelde ze in het theater.
Toen de film Kiss of Death (1947) werd opgenomen in New York, kreeg Cabot een figurantenrol in de film. Nadat ze werd opgemerkt, kreeg de actrice een contract bij Columbia Pictures. Haar korte periode bij de studio verliep niet succesvol en ze kreeg al snel een exclusief contract bij Universal Studios. Na een aantal rollen in B-film-westerns raakte de actrice geïrriteerd omdat er geen vooruitgang was in haar carrière. Ze vroeg of haar contract verbroken mocht worden en verhuisde terug naar New York.
Na een korte rol in de theaterproductie A Stone for Danny Fisher, werd ze gevraagd door Hollywood om weer in films te spelen. Ze accepteerde dit aanbod en speelde in de periode 1957-1960 in een reeks (B-)films.
In de media staat Cabot bekend om haar publieke relatie met Hoessein van Jordanië in 1959. De man maakte het echter uit met Cabot toen hij erachter kwam dat Cabot joods was.
Cabots zoon Timothy Scott Roman, die leed aan dwerggroei en psychologische problemen, knuppelde haar dood in hun thuisverblijf in 1986. Timothy werd veroordeeld voor drie jaar vanwege doodslag.

## Filmografie
- 1947: Kiss of Death - Extra
- 1950: On the Isle of Samoa - Moana
- 1951: The Enforcer - Nina Lombardo
- 1951: Tomahawk - Monahseetah
- 1951: The Prince Who Was a Thief - Meisje
- 1951: Flame of the Desert - Clio
- 1952: The Battle at Apache Pass - Nono
- 1952: Claim Jumpers - Jane 'Dusty' Fargo
- 1952: Son of Ali Baba - Tala
- 1953: A Man's Country - Rita Saxon
- 1954: The Breckenridge Story - Laurie Kenyon
- 1957: Carnival Rock - Natalie Cook
- 1957: Sorority House - Sabra Tanner
- 1957: The Saga of the Viking Women and Their Voyage to the Waters of the Great Sea Serpent - Enger
- 1958: War of the Satellites - Sybil Carrington
- 1958: Machine-Gun Kelly - Flo
- 1958: Fort Massacre
- 1958: Houseboat - Mrs. Eleanor Wilson
- 1959: Blackburn's Guerrillas - Delia Guerrero
- 1960: The Wasp Woman - Janice Starlin

- Biblioteca Nacional de España: XX4790141
- Bibliothèque nationale de France: cb14671745b (data)
- Gemeinsame Normdatei: 141216476
- International Standard Name Identifier: 0000 0001 1672 7245
- Library of Congress Control Number: no2002069900
- SNAC: w6k49n2n
- Système universitaire de documentation: 166728764
- Virtual International Authority File: 74114231
- WorldCat: E39PBJmHGpPbmQ4Dg6K7kbHwG3